# Eskobar
 (janvier 2018).
 (octobre 2015).
Si vous disposez d'ouvrages ou d'articles de référence ou si vous connaissez des sites web de qualité traitant du thème abordé ici, merci de compléter l'article en donnant les références utiles à sa vérifiabilité et en les liant à la section « Notes et références ».

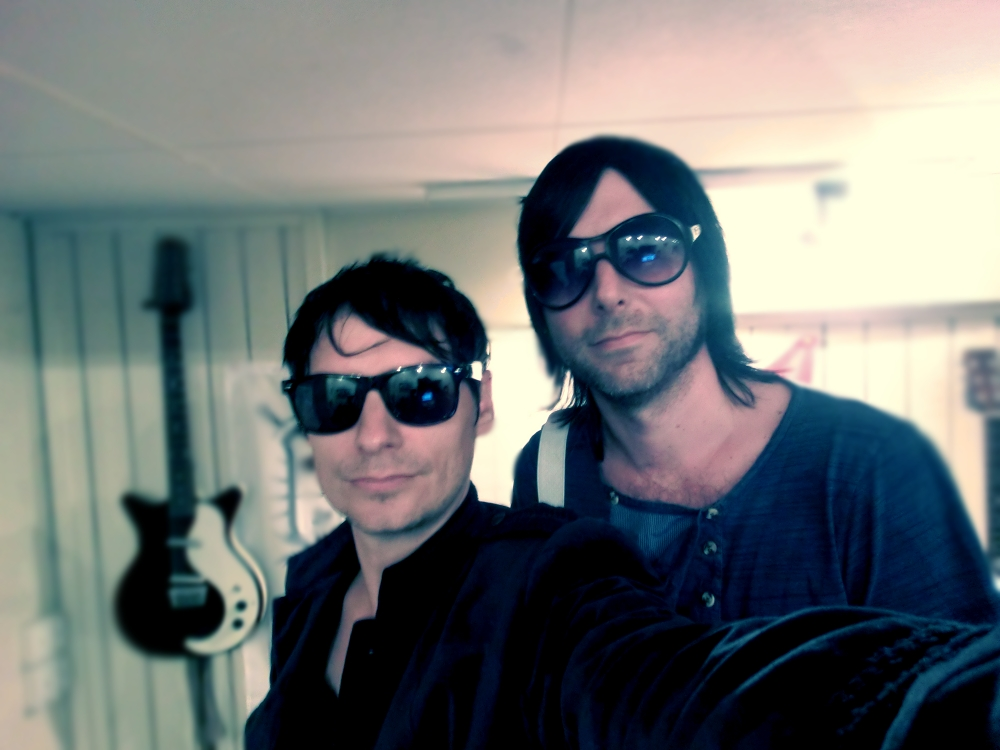
Daniel Bellqvist et Frederik Zäll en 2015 pendant la tournée anniversaire du groupe Roxette

Eskobar est un groupe rock suédois fondé en 1995. 

## Membres principaux
- Daniel Bellqvist - chanteur
- Frederik Zäll - guitariste
- Robert Birming - batteur, jusqu'en 2008

## Histoire

### Formation
Dans les années 1990, Daniel Bellqvist quitte son groupe de l'époque, FOF, invitant au passage son ami Frederik Zäll à le suivre dans l'aventure. En 1994, les deux amis qui se connaissent depuis le lycée décident de créer le groupe Cripplefish. Daniel joue de la basse tandis que Frederik joue de la guitare. Pour ce qui est du chant, la tâche est confiée à Staffan Atling. Leur musique est alors davantage grunge, style musical très populaire à l'époque en Suède.
En moins d'un an, Cripplefish voit son style musical évoluer de grunge à pop, incitant le chanteur, Staffan, à quitter le groupe. Ce changement de style musical conduit à une véritable refonte du groupe, qui se rebaptisera en The Bugs. Daniel Bellqvist prend la charge du chant, tout en continuant de jouer de la basse. Ce remaniement verra l'arrivée de Robert Birming en qualité de batteur et Jojjo, seule femme du groupe, qui sera à la guitare et fera les chœurs.
En 1996, le quatuor poursuit dans son nouveau style musical, très pop. Tandis qu'ils doivent se produire sur scène en Suède, Jojjo décide de quitter le groupe, en raison des contraintes liées aux répétitions quotidiennes. Le trio restant décide de poursuivre et change le nom du groupe, qui devient Browneyed Susan.

### Premiers pas chez V2 Records
Après une année au sein du label suédois MNW, en 1998 le groupe enregistre une démo de trois chansons, et l'envoie à EMI et Sony Publishing. Sony répond favorablement à leur requête, et finance l'enregistrement de dix chansons. Cette démo est le début d'un véritable tournant pour le groupe. L'une des dix chansons, Tumbling Down, se distingue particulièrement des neuf autres titres. Au lieu d'être d'un style dérivé de la pop comme toutes les autres chansons du groupe, ce titre propose quelque chose d'original et novateur dans l'industrie musicale. Les neuf autres chansons seront alors rejetées, et le groupe est invité à retravailler les chansons afin d'obtenir un style similaire. Ils signent chez V2 Records, et changent leur nom en Small Change.
Grâce à leur signature chez V2 Records, le groupe gagne en notoriété, ce qui leur permet de faire les premières parties de groupes suédois populaires, tels que Les Wannadies. Leur popularité grandissante permet au groupe de prendre de plus importantes décisions au sujet de leur direction artistique. Un des problèmes majeurs de la formation, est qu'ils n'ont pas de véritable nom de groupe, tous les changements ayant quelque peu perturbé les médias. Après de longues réflexions, ils optent pour le nom d'Eskobar. Ils sont cependant confrontés à un problème de marque déposée, et doivent pendant quelque temps, changer le « k » en « c ».

### 1999: 'Til We're Dead
En 1999 sort le tout premier album du groupe intitulé Til We're Dead. Le succès se veut très local, mais le groupe commence cependant à percer un peu sur la scène indépendante internationale, notamment grâce aux singles On A Train et She's Not Here.

### 2001:There's Only Nowet premiers pas vers le succès
En 2001 sort le second opus du groupe, contenant un duo avec la chanteuse Heather Nova intitulé Someone New. À sa sortie, le titre remporte un très gros succès à l'international, et s'est inscrit, depuis, comme un des véritables hits de l'année. Bien que le groupe soit de plus en plus populaire en Europe, la participation d'Heather Nova leur permet de faire leur entrée sur le marché US, par le biais de MTV.

### 2004:A Thousand Last Chances
Surfant sur la popularité acquise grâce à There's Only Now, le groupe sort en 2004 leur troisième album intitulé A Thousand Last Chances. Ils convient la chanteuse française Emma Daumas sur leur single You Got Me. Une réédition de l'album verra le jour, contenant cette version française, ainsi que quatre clips.

### 2005–06: Départ de chez V2 Records -Eskobar
En désaccord sur le choix artistique de V2 Records, le groupe signe chez Gibulchi Records. Ils publient en 2006 leur quatrième album intitulé Eskobar. Malgré tout l'effort du groupe, les ventes sont très inférieures comparées à celles réalisées par les deux prédécesseurs. À l'issue de l'exploitation de l'album, le groupe fait une pause, afin de privilégier leurs vies personnelles.

### 2008: Retour d'Eskobar,Death In Athens, départ de Robert Birming et hiatus
Fin 2007, le groupe annonce son intention de retourner en studio afin d'enregistrer un cinquième album. Le 15 janvier, leur participation au Melodifestivalen 2008 (sélection suédoise pour le Concours de l'Eurovision) est annoncée. Ils sont parmi les derniers artistes - les jokers - à confirmer et participer à la sélection nationale, le 23 février. Le titre Hallelujah New World est proposé mais ne parvient pas à se qualifier pour le concours. Eskobar ne se démoralise pas pour autant, et profite de l'exposition médiatique pour sortir leur cinquième album studio intitulé Death In Athens. Très pop, l'opus marque un nouveau virage musical pour le groupe, qui offre ici une musique très commerciale, calibrée pour les radios. Le titre Hallelujah New World est ajouté à la tracklist de l'album.
Après l'exploitation, fatigué par l'industrie et souhaitant se consacrer à de nouveaux projets personnels, le batteur Robert Birming quitte le groupe. Désormais en duo, la formation décide de poursuivre la musique mais prend une pause.

### Depuis 2014:Untrap Yourself, tournée avec Roxette et Magnetic
En 2014, Daniel annonce sur sa page Facebook le retour d'Eskobar et sa volonté de sortir un nouvel album. Fin 2014, ils publient leur tout premier single en six ans, intitulé Untrap Yourself. À ce jour, le clip a été visionné par un peu plus de 29 000 personnes sur YouTube. En 2015, ils embarquent pour la première partie de la tournée anniversaire européenne du groupe Roxette.
Leur nouvel album intitulé Magnetic est prévu pour 2016, et afin de faire patienter les fans, un EP nommé The Starlight EP est publié le 26 octobre, et un CD live de la tournée avec Roxette est annoncé pour décembre.
Le dernier album du groupe, Chapter 2, sort en 2020.

## Discographie

### Albums studio
- Til We're Dead (2000)
- There's Only Now (2001)
- A Thousand Last Chances (2004)
- Eskobar (2006)
- Death in Athens (2008)
- Magnetic (2016)
- The Break Up (EP) (2018)
- Chapter 2 (2020)

### Singles
- Promo Single (7" Vinyl) (1999)
- On A Train (1999)
- On A Train (7" Vinyl) (2000)
- Good Day For Dying (2000)
- Tumbling Down (2000)
- Counterfeit EP (2000)
- Tumbling Down (Dead Mono Version) (2001)
- Into Space (2001)
- Tell Me I'm Wrong (2001)
- Someone New (2002)
- On The Ground (2002)
- Move On (2002)
- Love Strikes (2003)
- Singles Collection Volume One (Box) (2003)
- Singles Collection Volume Two (Box) (2003)
- Love Strikes (2003)
- Love Strikes (3" CD) (2003)
- Bring The Action (2004)
- You Got Me (2004)
- Even If You Know Me (2005)
- Persona Gone Missing (2006)
- Devil Keeps Me Moving (2006)
- Whatever This Town (2006)
- As the world turns (2008)
- Halleluja New World (2008)
- Untrap yourself (2014)
- The Starlight EP (2015)